# Oktogon (Záhřeb)
Oktogon je název pro průchod v budově bývalé první chorvatské spořitelny v dolním městě v Záhřebu. Celá budova byla postavena podle projektu chorvatského architekta Josipa Vancaše v letech 1898–1900. V rámci nich byl po vzoru tehdejších evropských měst postaven Oktogon, první krytá pěší pasáž v Záhřebu s centrální skleněnou kopulí a vitrážemi.

## Popis
Podle prostorově-typologického schématu v knize J. E. Geista patří Octogon k typu pasáží se dvěma vchody. Budovou vede obchodní pasáž s obchody, uprostřed které je osmiboká třípatrová hala krytá vitrážovou kupolí, podle níž je pojmenována. Jeho oficiální adresa je Ilica 5 a spojuje náměstí Cvjetni (Náměstí Petra Preradovića) s Ilicí.
Podlahy průchodů jsou pokryty čtvercovými dlaždicemi ve dvou barvách, které jsou položeny v polích ohraničených okraji, z nichž jedna nese meandrující motiv. 
Na nádvoří průchodu byl také pomník psa. Při stavbě paláce první chorvatské spořitelny přišel na staveniště vyhladovělý pes, kterého krmili dělníci, a nakonec zdomácněl. Podle příběhu byl pes Pluto zabit těsně před koncem stavby, pravděpodobně v konfliktu s lupiči. Pro dělníky a architekta Vancaše to bylo obtížné, proto byla na památku Pluta vyrobena pamětní deska.
Pamětní deska byla v roce 2013 přesunuta do ulice Mirka Bogovića. V roce 2019–2020 probíhala rekonstrukce průchodu, zejména prosklené částí.

## Galerie

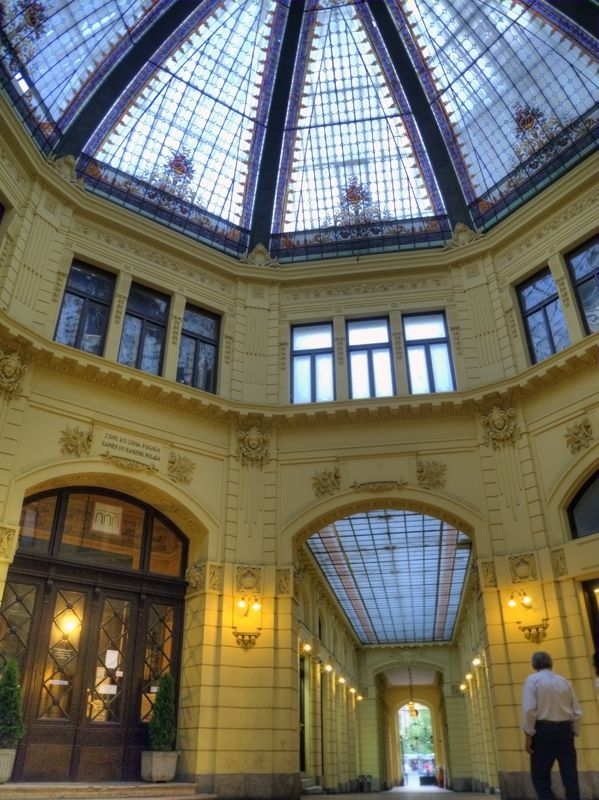
Centrální osmiboké náměstí pokryté kupolí
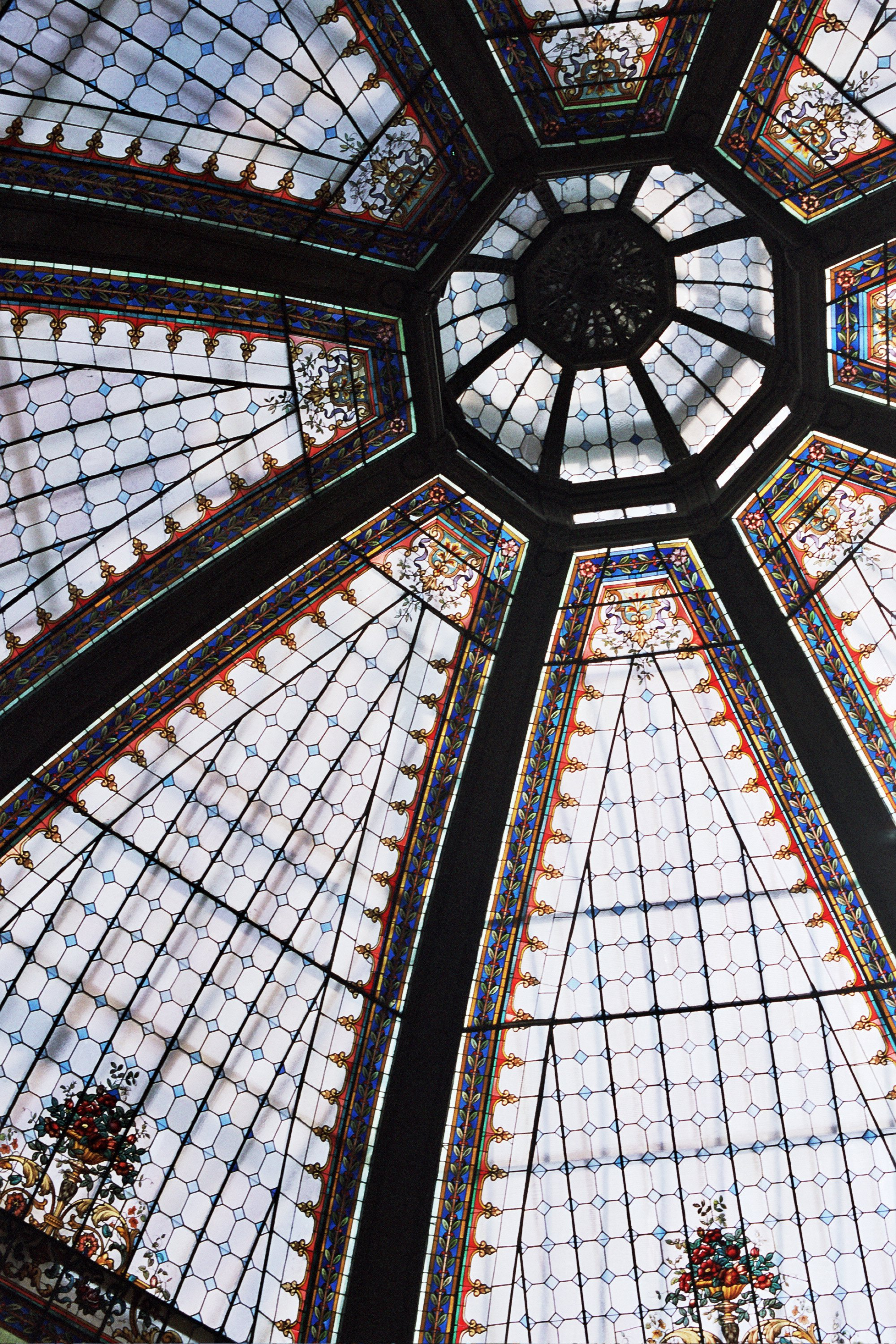
Kopule z barevného skla
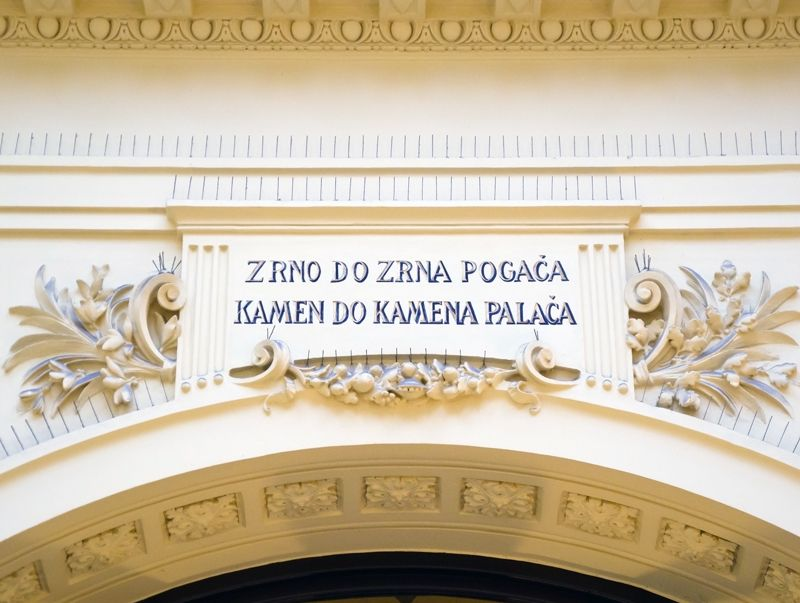
Nápis v centrální hale nad vchodem do banky
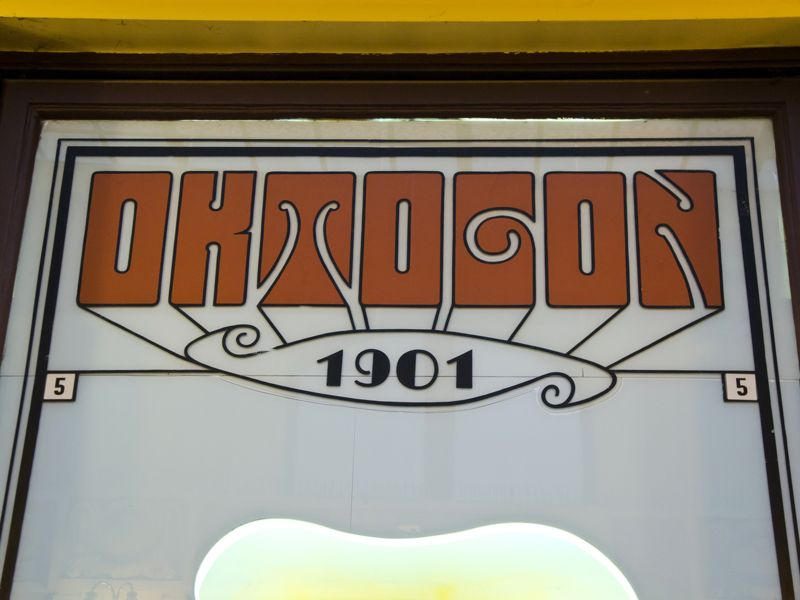
Sklo výlohy zdobené nápisem v secesním stylu
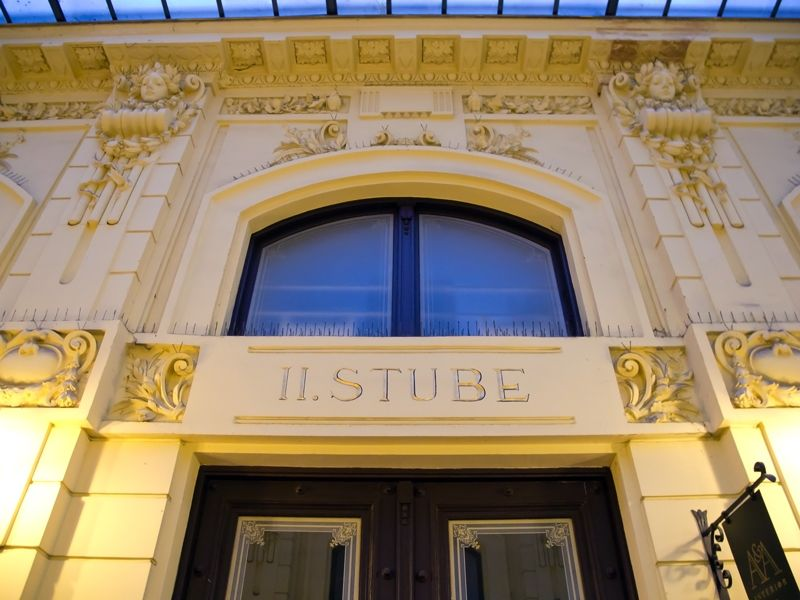
Jeden ze vstupů na schodiště uvnitř budovy
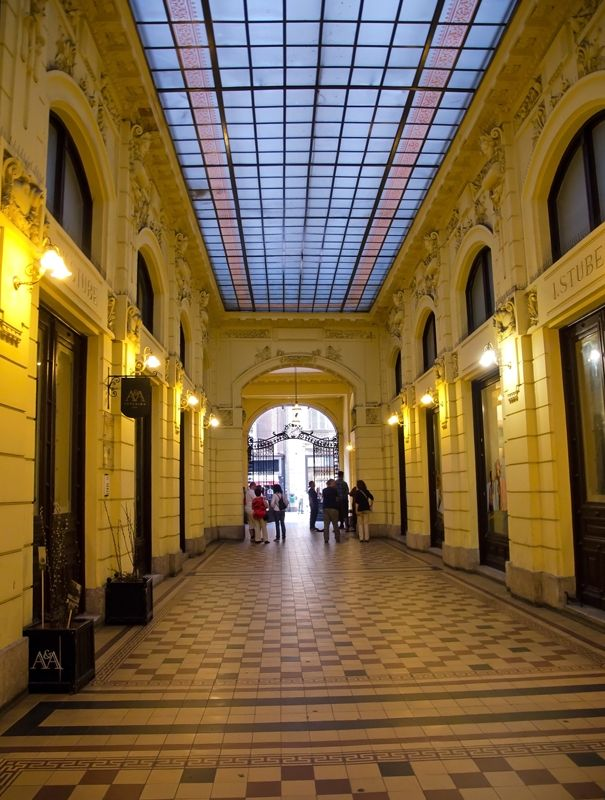
Průchod s východem na náměstí Cvjetni
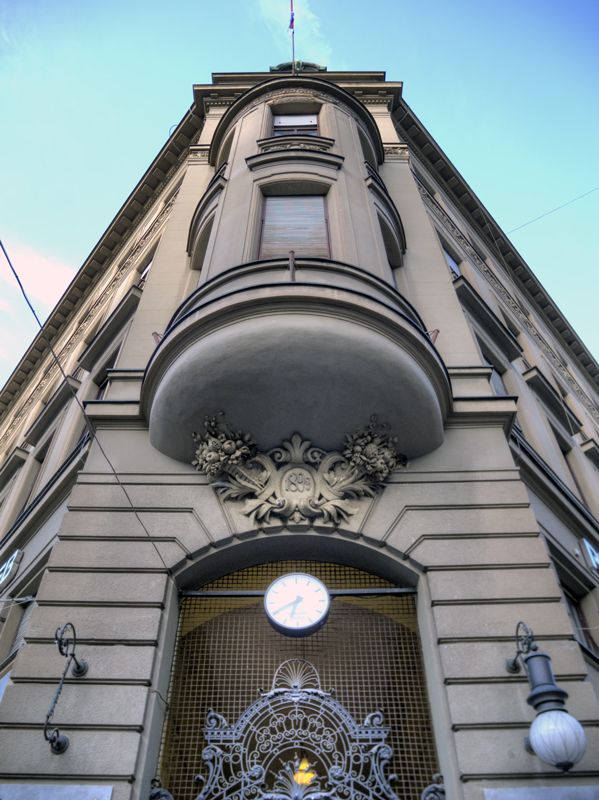
Vstup do Oktogonu z náměstí Cvjetni
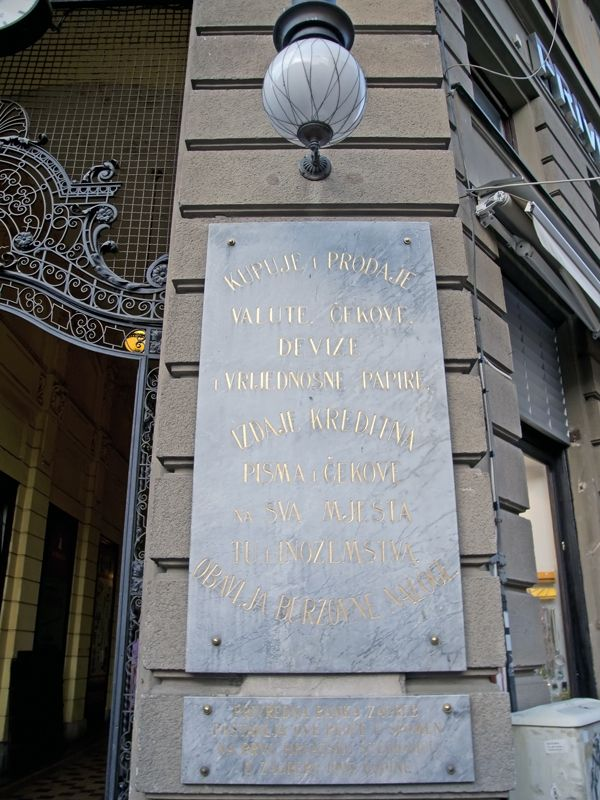
Pamětní deska První chorvatské spořitelny
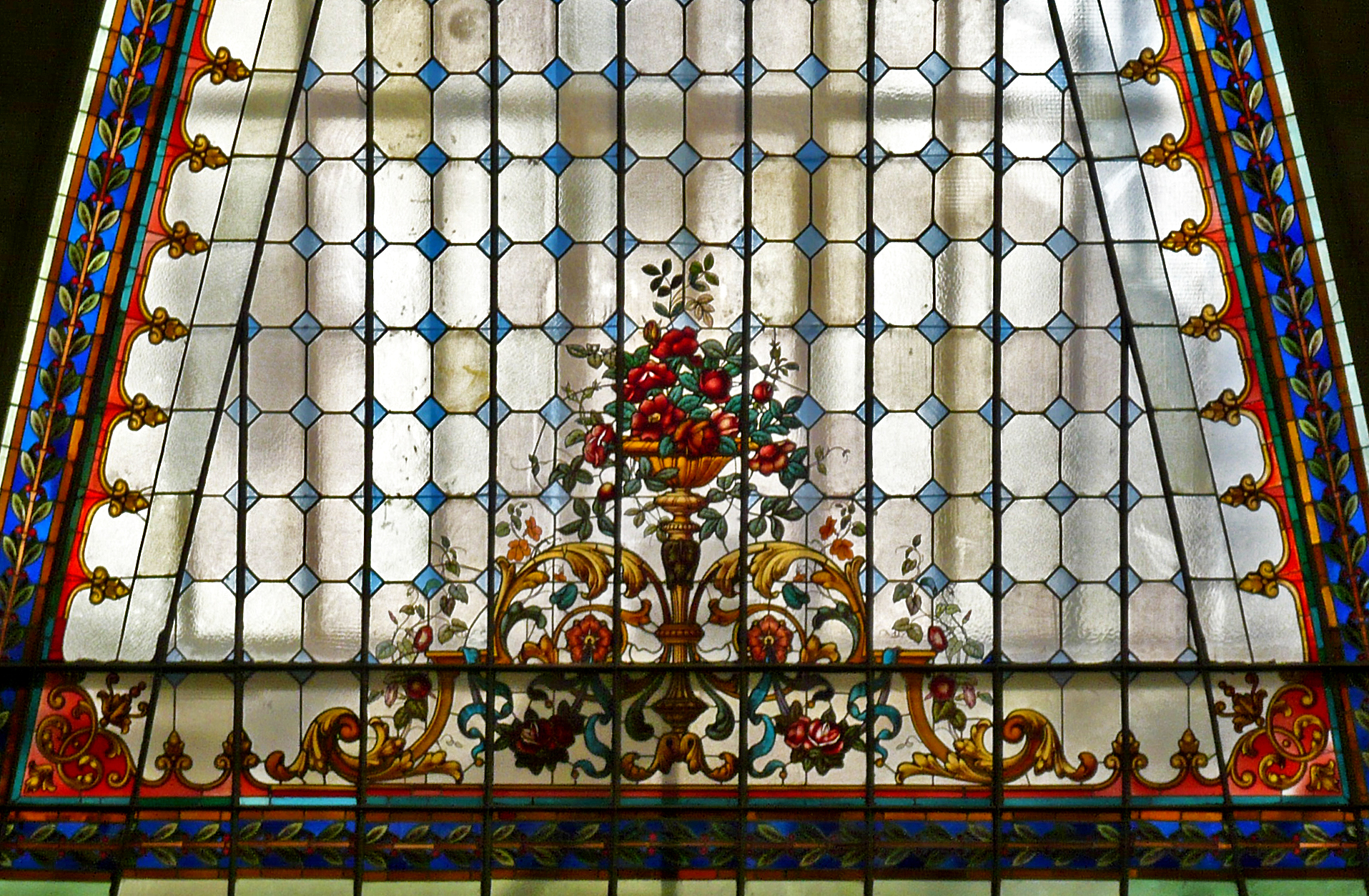
Detail vitráže
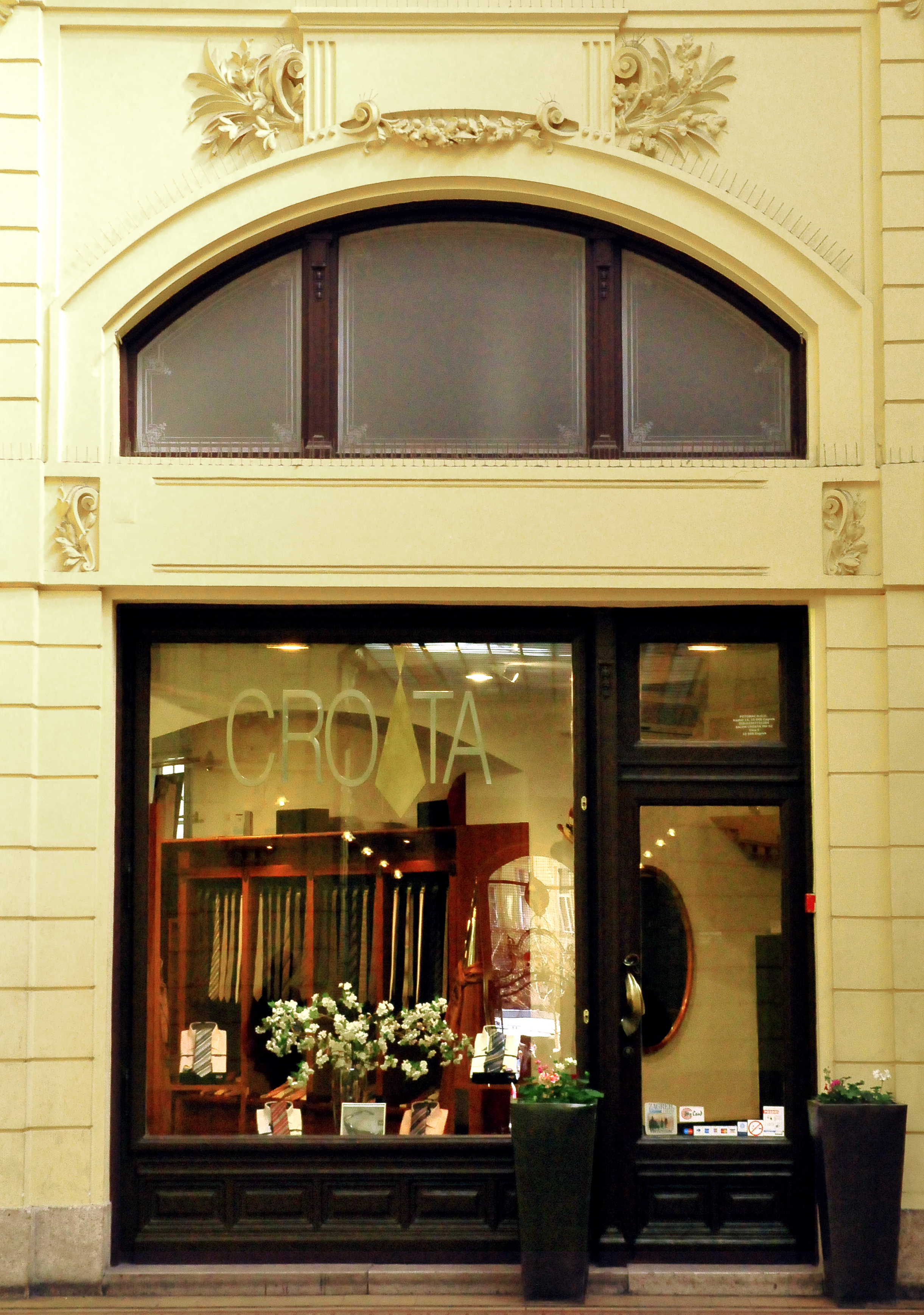
Obchod v pasáži